# 柳杏公主

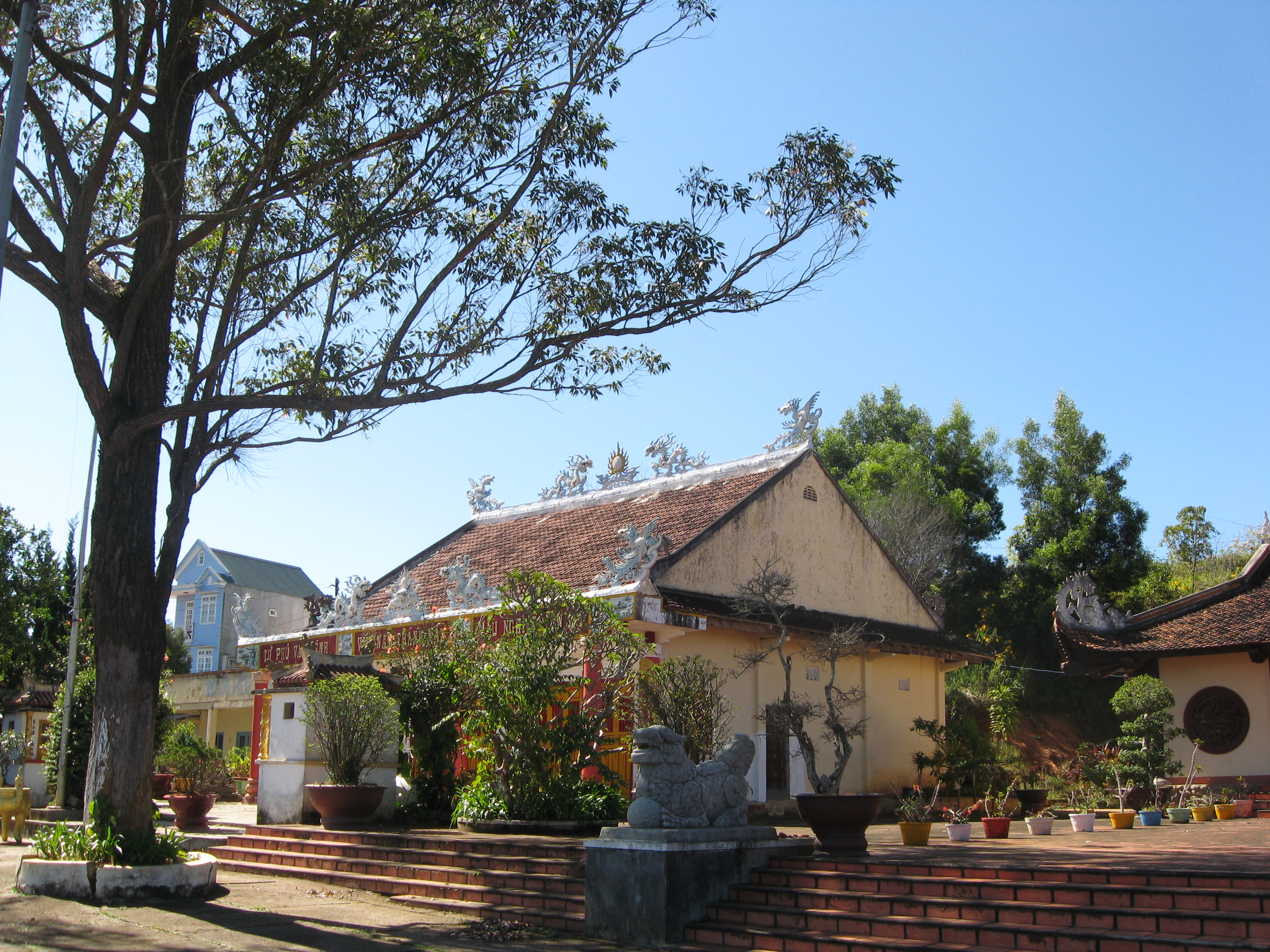
大叻的柳杏公主廟

柳杏公主（越南语：／）是越南神話傳說中的一個仙女，為越南道母信仰的重要神祇。
柳杏公主為玉皇大帝的第十三女，後因失手打破玉劍而被貶謫到人間，投胎於黎太公家中。
柳杏公主與傘圓山聖、扶董天王、褚童子，被越南人並稱為「四不死」。其信仰起源於南定省。根據現代學者的研究，是當地種稻農民亟需土地和水源創造而出來的。在越南共產黨上臺的早期，柳杏公主信仰被當作道教「封建迷信」的一部份而加以鎮壓，但在1986年革新開放之後被恢復並迅速發展。